# Katastrofa lotnicza na Radom Air Show 2009
Katastrofa lotnicza podczas Radom Air Show w 2009 roku – wypadek, do którego doszło 30 sierpnia 2009 roku o godzinie 13:17 podczas pokazów lotniczych Radom Air Show.

## Okoliczności katastrofy
Podczas drugiego dnia pokazów rozbił się białoruski samolot Su-27UBM-1 (modernizowany w 558. Lotniczym Zakładzie Remontowym w Baranowiczach). Spadł on na pole w pobliżu zalesionego terenu we wsi Małęczyn koło Radomia. Bezpośrednio po wypadku na miejsce katastrofy udał się pełniący dyżur na radomskim lotnisku śmigłowiec W-3 z 2 Grupy Poszukiwawczo-Ratowniczej w Mińsku Mazowieckim w celu zabezpieczenia terenu oraz odnalezienia pilotów. W krótkim czasie na miejsce udało się 6 jednostek Straży Pożarnej, mając na celu opanowanie pożaru. Wkrótce po katastrofie policja i organizatorzy pokazu potwierdzili śmierć dwóch pilotów – pułkownika Alaksandra Marfickiego (zastępcy dowódcy operacyjno-taktycznego Dowództwa Sił Powietrznych i Wojsk Obrony Przeciwlotniczej Białorusi) oraz pułkownika Alaksandra Żuraulewicza (zastępcy dowódcy 61. Myśliwskiej Bazy Lotniczej).

## Badanie przyczyn katastrofy

### Wstępne oceny
Pierwsze doniesienia mediów sugerowały, że przyczyną katastrofy mógł być błąd pilota, jednak około godziny 18:00 rzecznik Ministerstwa Obrony Białorusi oznajmił, że przyczyną mogło być wessanie ptaka do wlotu silnika (media uznały to za mało prawdopodobne, ponieważ samolot  był wyposażony w zabezpieczenia przed tego typu zdarzeniem). W prasie publikowano opinie lotników obecnych na miejscu katastrofy, którzy twierdzili, że maszyna leciała za nisko bez włączonych dopalaczy, straciła prędkość i runęła na ziemię; wcześniej piloci otrzymali rozkaz katapultowania się z maszyny.

### Spekulacje
3 września 2009 roku na stronie internetowej rosyjskiego dziennika „Izwiestia” ukazała się informacja powołująca się na biuro konstruktorskie Suchoj, rosyjskiego projektanta Su-27, że przyczyną katastrofy mogły być samodzielne modyfikacje elektroniki pokładowej samolotu dokonane przez Białorusinów. Aleksandr Worobiej, zastępca głównego inżyniera 558. Lotniczego Zakładu Remontowego, dementował jednak te doniesienia, wskazując, że remont dotyczył systemów uzbrojenia i nawigacji satelitarnej, a nie sterowania. Wskazał także, że statek powietrzny, który uległ katastrofie, miał zaledwie 826 z 5 000 dozwolonych godzin nalotu.

### Raport polsko-białoruskiej komisji powypadkowej
Przyczyny katastrofy badała w 2009 roku wspólna polsko-białoruska komisja powypadkowa, która sporządziła raport końcowy ze swoich prac; na wniosek strony białoruskiej polskie Ministerstwo Obrony Narodowej nie ujawniło treści raportu, przyczyny wypadku oraz roli, jaką mogły w nim odegrać ewentualne wady konstrukcyjne samolotu, usterki techniczne, działania pilotów lub personelu naziemnego, a także inne czynniki mogące mieć związek z katastrofą.

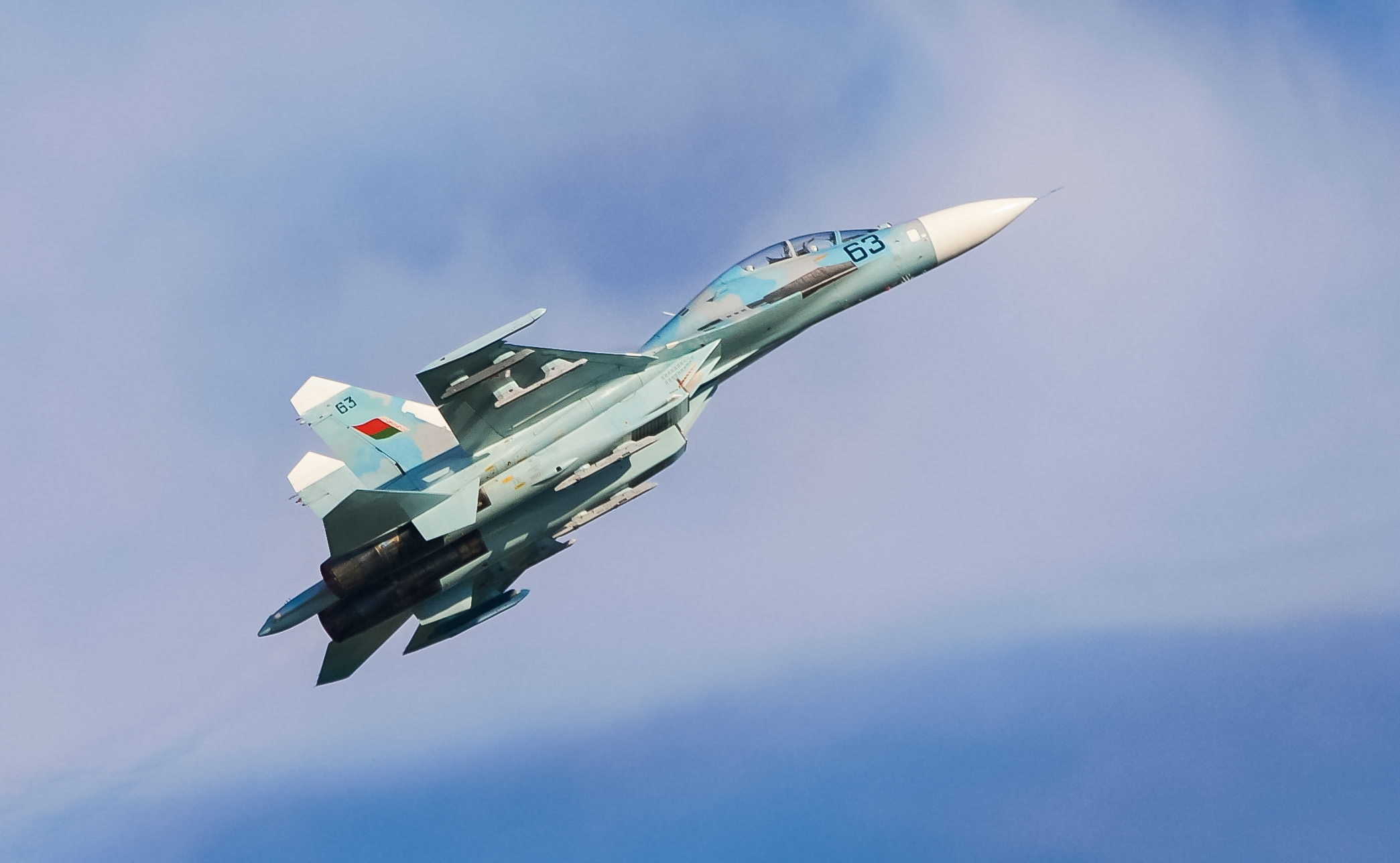
Samolot kilka dni przed katastrofą

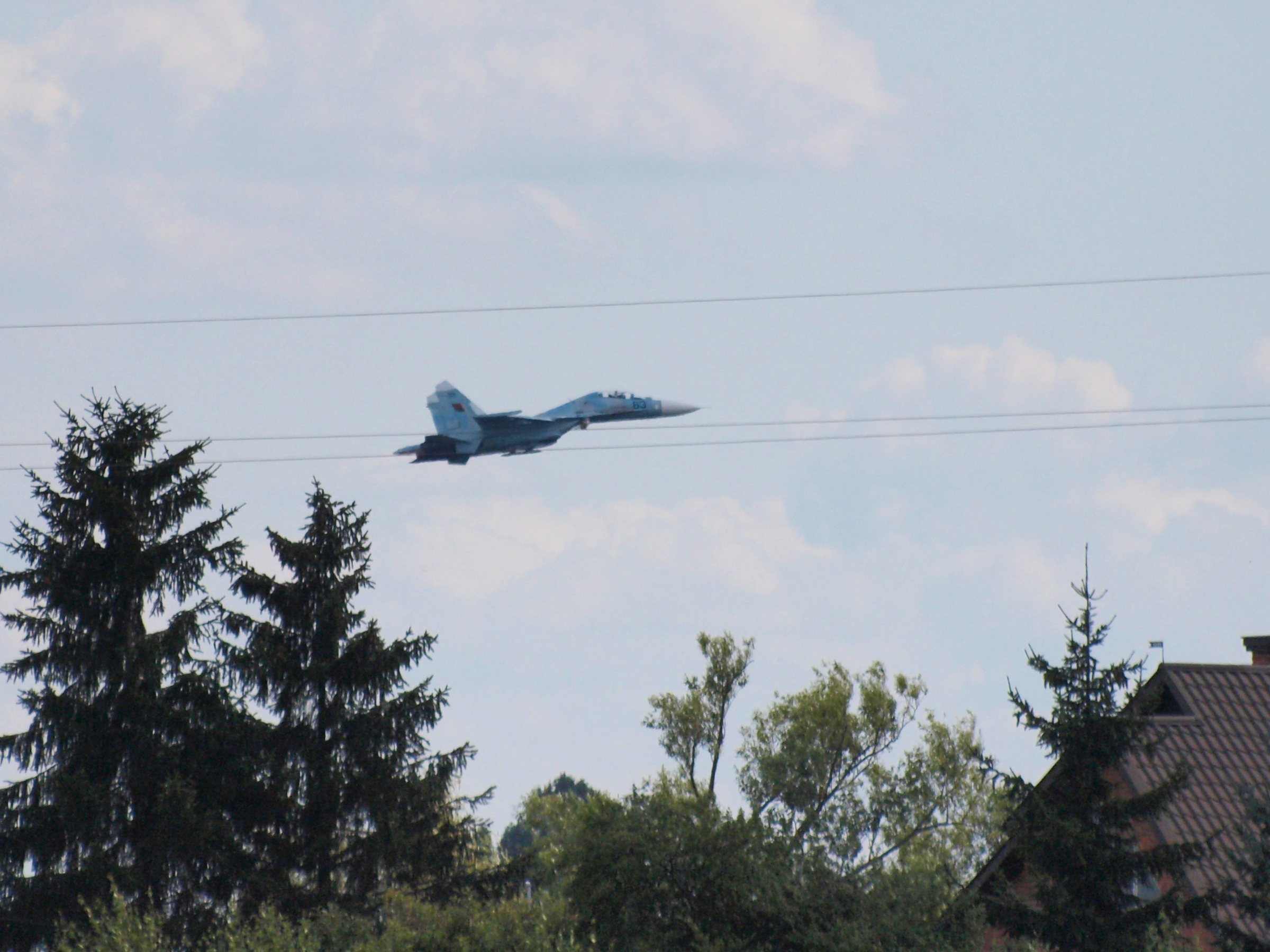
Samolot kilka sekund przed uderzeniem

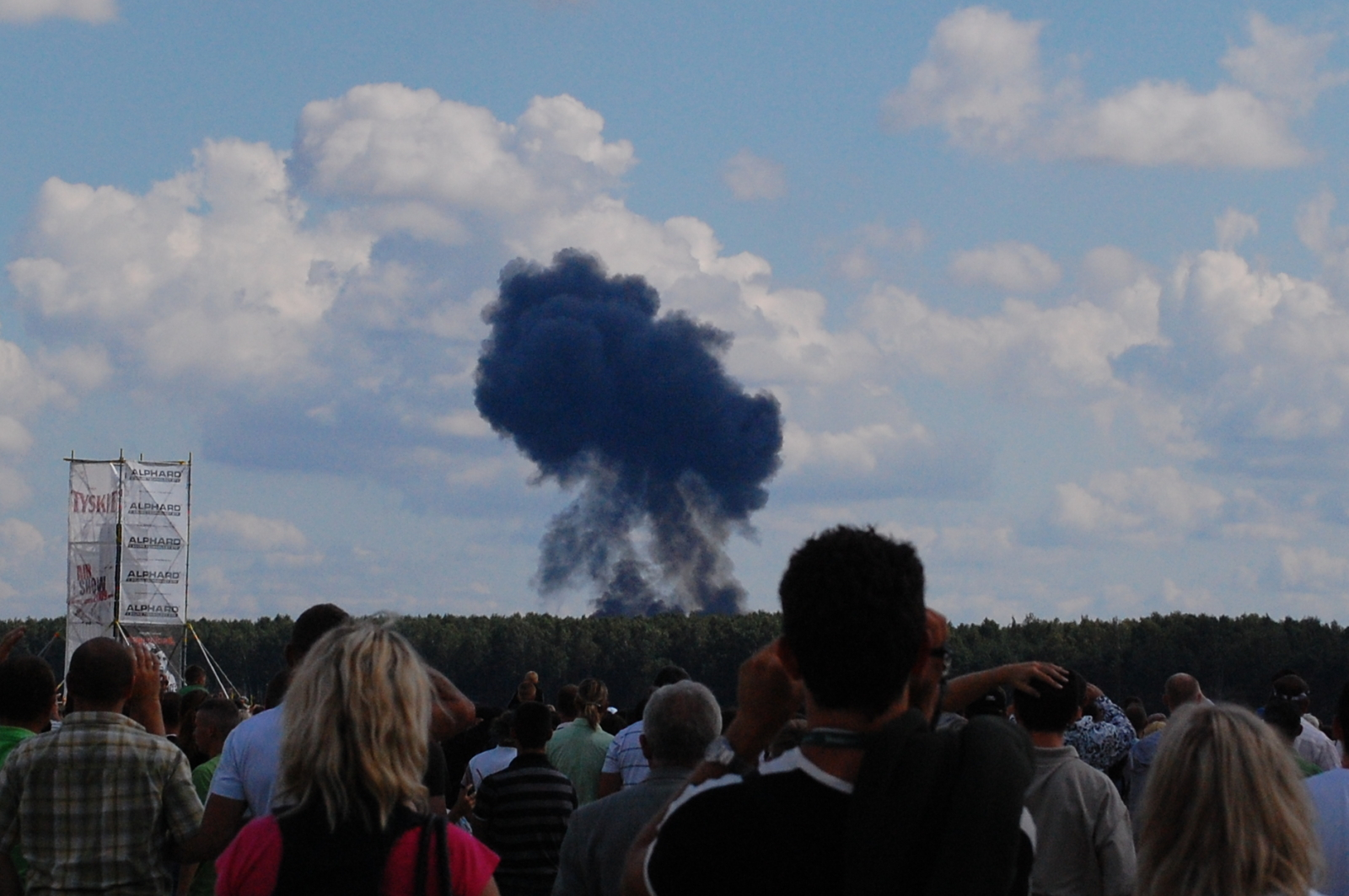
Kula dymu po uderzeniu

## Pomnik wMałęczyniei tablica pamiątkowa w Radomiu
Niezależnie od prawdziwych przyczyn katastrofy, które nie są publicznie znane, wśród mieszkańców Małęczyna i okolicznych miejscowości, jak również na Białorusi, istnieje przekonanie, że piloci świadomie nie wykonali rozkazu katapultowania się, chcąc wyprowadzić maszynę w miejsce, gdzie jej upadek nie będzie zagrażał okolicznym mieszkańcom; takie opinie wypowiadali również dowódcy polskich i białoruskich Sił Powietrznych. Z tego powodu mieszkańcy okolicznych wsi złożyli wniosek o upamiętnienie pilotów pomnikiem ustawionym w miejscu katastrofy. Odsłonięto go 11 kwietnia 2010 roku.
Piloci myśliwca Su-27 zostali także upamiętnieni na tablicy pamiątkowej w Kościele Garnizonowym w Radomiu, odsłoniętej 26 marca 2010 roku w obecności ataszatu Białorusi w Polsce, poświęconej wszystkim lotnikom, którzy w latach 1935–2009 wystartowali z wojskowego lotniska Sadków i zginęli.